# Guillem Colom Barrufet
Guillem Colom Barrufet (Andorra la Vieja, 16 de septiembre de 1991) es un jugador profesional de baloncesto andorrano con nacionalidad española que pertenece a la plantilla CBZ Azulejos Moncayo, de la liga EBA.  Es hermano del también jugador de baloncesto Quino Colom.

## Trayectoria deportiva
El jugador formado en la cantera del Bàsquet Club Andorra, en 2015 fue cedido al Club Baloncesto Peñas Huesca, donde jugó 22 partidos de liga regular con el Peñas Huesca pero fue en los playoffs donde destacó especialmente jugando los 10 partidos y consiguiendo un nivel de protagonismo importante en los partidos que llevaron a los aragoneses a disputar la final por el ascenso con el Melilla.
En junio de 2016, el escolta se convierte en jugador de la primera plantilla del MoraBanc Andorra para las dos próximas temporadas.
El 21 de octubre de 2022, firma por el Club Baloncesto Peñas Huesca de la Liga LEB Plata.
El 18  de diciembre ficha por el CBZ  Azulejos Moncayo, (Zaragoza) de la liga EBA.

## Clubes
- Club Baloncesto El Olivar (2009-2010)
- Stadium Casablanca (2011-2013)
- Bàsquet Club Andorra (2013-2015)
- Club Baloncesto Peñas Huesca (2015-2016)
- Bàsquet Club Andorra (2016-2022)
- Club Baloncesto Peñas Huesca (2022)
- CBZ Azulejos Moncayo (2022-)